# روث لوي
روث لوي هي عازفة بيانو وكاتبة غنائية كندية، ولدت في 12 أغسطس 1914، وتوفيت في 4 يناير 1981.

## وصلات خارجية
- روث لوي على موقع IMDb (الإنجليزية)
- روث لوي على موقع ميوزك برينز (الإنجليزية)
- روث لوي على موقع قاعدة بيانات برودواي على الإنترنت (الإنجليزية)
- روث لوي على موقع أول ميوزيك (الإنجليزية)
- روث لوي على موقع ديسكوغز (الإنجليزية)